# Aglaia basiphylla
Aglaia basiphylla là một loài thực vật thuộc họ Meliaceae. Đây là loài đặc hữu của Fiji.